# Marie du Moulin
Marie du Moulin (Sedan vóór 12 augustus 1622 - Den Haag, 3 maart 1699), was een Nederlands schrijfster en geleerde. Vanaf 1683 was ze directrice van het Franse meisjesinternaat in Haarlem.

## Levensloop
Marie du Moulin werd geboren in Frankrijk en was de dochter van theoloog Petrus Molinaeus, hoogleraar aan de universiteiten van Leiden en Sedan. Haar moeder was Marie Collignon (- 1622). De vader van Marie hertrouwde na het overlijden van Marie Collignon en kreeg in totaal 18 kinderen. Marie moest in eerste instantie voor haar jongere broers en zusjes zorgen.  
Marie du Moulin verhuisde in 1633 naar Den Haag, waar ze ging wonen bij haar tante Marie du Moulin, de halfzus van haar vader, en haar man de theoloog André Rivet. Via haar oom kwam ze in contact met Anna Maria van Schurman, met wie ze een correspondentie zou opstarten en bevriend raakte. In deze nieuwe omgeving ontmoette ze wetenschappers zoals Constantijn Huygens, Valentin Conrart en Pierre Bayle.
In de loop der jaren verschenen er enkele anonieme publicaties van haar hand, onder andere enkele traktaten over opvoeding. Ze beheerste verschillende talen, waaronder Hebreeuws. 
Rond 1655 keerde ze terug naar Frankrijk om voor haar inmiddels bejaarde vader te zorgen. Na zijn dood in 1658 kocht ze het familiehuis waar ze onder andere woonde met haar geleerde neef Pierre Jurieu, hoogleraar aan de universiteit in Sedan. De repressie tegen hugenoten in Frankrijk nam in deze periode steeds meer toe. Toen in 1681 de universiteit van Sedan werd gesloten, net zoals andere hugenootse instellingen, keerden Marie en haar neef terug naar de Republiek. Pierre Jurieu werd benoemd als hoogleraar aan de Illustere School van Rotterdam waar ze zich vestigden. In 1683 werd Marie du Moulin door het het stadsbestuur van Haarlem gevraagd om directrice te worden van het nieuwe internaat voor uit Frankrijk gevluchte dochters van adellijke hugenoten dat gesticht was door Maria Stuart. Deze positie zou ze tot 1686 bekleden. Toen ze in 1686 terugkeerde naar Frankrijk werd ze als hugenote opgepakt, opgesloten in de gevangenis en overgebracht naar een klooster voor jonge katholieken. Ze ontsnapte en vluchtte naar Nederland. In Den Haag werd ze directrice van een pensionaat, dat door de prinses van Oranje gesticht was ten gunste van Frans-protestantse vrouwen. In 1699 overleed ze in Den Haag.